# Chan Raksmey Chey
Chan Raksmey Chey (ur. 18 września 1988) – kambodżańska zapaśniczka w stylu wolnym. Zajęła dziewiąte miejsce na igrzyskach azjatyckich w 2018. Srebrna medalistka igrzysk Azji Południowo-Wschodniej w 2013 i brązowa w 2009. Trzecia na igrzyskach frankofońskich w 2017. Druga na mistrzostwach Azji Południowo-Wschodniej w 2022 roku.